# Jessy Schram
Jessica Schram (Skokie, 15 januari 1986) is een Amerikaans actrice.

## Biografie
Schram werd geboren in Skokie, en groeide op in Buffalo Grove waar zij in 2004 haar high school diploma haalde aan de Buffalo Grove High School. Zij begon al in haar tienerjaren met haar carrière in televisiecommercials zoals voor KFC. Op twaalfjarige leeftijd begon zij met spelen met diverse rollen in musicals. Na het behalen van haar high schooldiploma verhuisde zij naar Los Angeles voor haar acteercarrière.
Schram begon in 2004 met acteren voor televisie in de televisieserie Drake & Josh, waarna zij nog meerdere rollen speelde in televisieseries en films. Zo speelde zij in Veronica Mars (2006), Life (2007-2009), Last Resort (2012-2013), Falling Skies (2012-2014), Nashville (2015-2016) en Chicago Med (2020-2022).
Schram is naast actrice ook actief als zangeres en songwriter, zo heeft zij getoerd met de chicagobluesartieste Joan Baby.

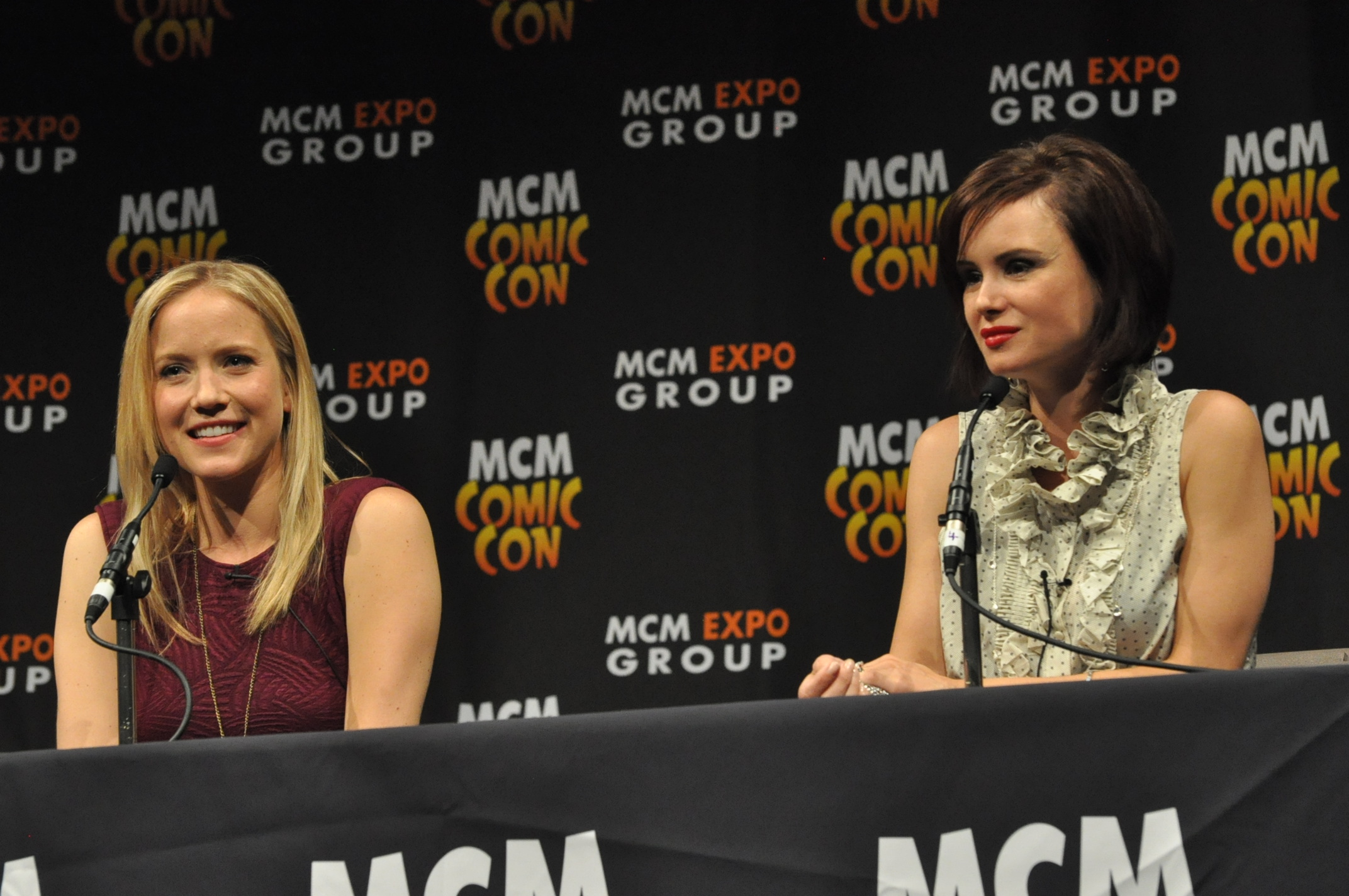
Schram (links) en Keegan Connor Tracy in 2013

## Filmografie

### Films
Uitgezonderd korte films.
- 2021 Time for Them to Come Home for Christmas - als Jane / Rebecca
- 2020 A Nashville Christmas Carol - als Vivienne
- 2020 Country at Heart - als Shayna Judson
- 2020 Amazing Winter Romance - als Julia Miller
- 2018 Road to Christmas - als Maggie
- 2017 The Beautiful Ones - als Angela Morot
- 2017 Royal New Year's Eve - als Caitlyn Enderby
- 2017 Shot Caller - als Jennifer
- 2017 The Birthday Wish - als Gwen Turner
- 2015 The Submarine Kid - als Emily
- 2015 Harvest Moon - als Jenny / Jennifer Stone
- 2015 Reluctant Nanny - als Libby Prescott
- 2012 A Smile as Big as the Moon - als Robynn
- 2010 Betwixt - als Morgan Brower
- 2010 Night and Day - als Sarah Hollister
- 2010 Unstoppable - als Darcy
- 2009 Limelight - als Georgia Peech
- 2008 Keith - als Courtney
- 2006 The Naked Mile - als Tracy
- 2006 Split Decision - als Lennie Priestley
- 2006 I Want Someone to Eat Cheese With - als nepdochter

### Televisieseries
Uitgezonderd eenmalige gastrollen.
- 2020-2023 Chicago Med - als dr. Hannah Asher - 35 afl.
- 2017-2018 The Nine Lives of Claw - als Purrnelope - 3 afl.
- 2011-2016 Once Upon a Time - als Ashley Boyd - 4 afl.
- 2015-2016 Nashville - als Cash Gray - 11 afl.
- 2015 The Lizzie Borden Chronicles - als Nance O'Keefe - 4 afl.
- 2011-2014 Falling Skies - als Karen Nadler - 15 afl.
- 2012-2013 Last Resort - als Christine Kendal - 13 afl.
- 2009 Crash - als Kim - 3 afl.
- 2007-2009 Life - als Rachel Seybolt - 7 afl.
- 2005-2008 Jane Doe - als Susan Davis - 9 afl.
- 2005-2007 Medium - als jonge Allison - 2 afl.
- 2006 Veronica Mars - als Hannah Griffith - 4 afl.